# 蘇意菁
蘇意菁（1972年8月13日—），台灣女演員，原名為蘇憶菁。

## 電視劇
| 頻道       | 首播     | 劇名                               | 飾演             |
| 民視       | 2000年   | 《大腳阿媽》                       | 高麗娟           |
| 中視       | 1993年   | 《無盡的愛》                       | 戴碧霞           |
| 中視       | 《燕鷗》 |                                    |                  |
| 中視       | 1994年   | 《夢醒時分》                       | 方清美           |
| 中視       | 1994年   | 《深閨夢裡情》                     | 張育秀           |
| 中視       | 1996年   | 《情字這條路》                     | 方慧             |
| 中視       | 1997年   | 《台獨份子》                       | 空中小姐         |
| 公視       | 1995年   | 人生劇展《阿爸！我揹你去看戲》     | 翠玉             |
| 公視       | 1998年   | 人生劇展《野孩子》                 |                  |
| 華視       | 1996年   | 《台灣靈異事件》血案目擊者         | 張億文           |
| 華視       | 1997年   | 《乞丐皇帝朱元璋》                 | 馬秀英           |
| 華視       | 1997年   | 《施公奇案》麒麟蠱                 | 楊麗君           |
| 華視       | 1997年   | 《施公奇案》變臉                   | 柳如煙           |
| 華視       | 1997年   | 《施公奇案》虎姑婆                 | 沈蕙蘭           |
| 華視       | 1997年   | 《台灣靈異事件》蜘蛛女轉世         | 林曉倩           |
| 華視       | 1997年   | 《我的阿爸我的子》                 | 蔡美玉           |
| 華視       | 1998年   | 《施公奇案》青龍回首               | 恬靜             |
| 華視       | 1998年   | 《施公奇案》祥龍脫困               | 謝小蓁           |
| 華視       | 1998年   | 《爸爸的本尊》                     | 文孝之妻- 艾咪   |
| 華視       | 1999年   | 《土地公傳奇》第十單元：梨花飄香   | 董梨花           |
| 華視       | 1999年   | 《土地公傳奇》第十五單元：俠義柔情 | 方含月           |
| 華視       | 2000年   | 《雙面情人》                       | 張小彤           |
| 華視       | 2000年   | 《頭家娘》                         | 林明珠           |
| 台視       | 1999年   | 《台灣廖添丁》                     | 王桂花           |
| 台視       | 2001年   | 《台灣曼波- 少年頭家》             | 秀卿             |
| 台視       | 2003年   | 《再見阿郎》                       | 楊惠玉（第15集） |
| 台視       | 2012年   | 《半熟戀人》                       | 瑾嫻             |
| 台視       | 2015年   | 《新世界》                         | 賴芳卿           |
| 大愛電視台 | 2009年   | 《幸福的起點》                     | 林秀薰           |
| 大愛電視台 | 2011年   | 《乞丐許大願》                     | 林淑靖           |
| 大愛電視台 | 2012年   | 《老人老車老朋友》                 | 潘蓮卿           |
| 大愛電視台 | 2013年   | 《心願》                           | 黃幼             |
| 大愛電視台 | 2013年   | 《愛，川流不息》                   | 林麗銘           |
| 大愛電視台 | 2013年   | 《再見！鬥牛老師》                 | 淑娥             |
| 大愛電視台 | 2014年   | 《春泥》                           | 蘇淑惠           |
| 大愛電視台 | 2014年   | 《情牽巧藝坊》                     | 林臣英           |
| 大愛電視台 | 2016年   | 《歸·娘家》                        | 蘇菊             |
| 大愛電視台 | 2017年   | 《奔跑吧！阿飛》                   | 阿蜜             |
| 大愛電視台 | 2018年   | 《有你陪伴》                       | 黃母             |
| 大愛電視台 | 2019年   | 《最美的相遇》                     | 彭母             |
| 大愛電視台 | 2022年   | 《隨風 隨緣》                      | 藍師傅           |
| 大愛電視台 | 2022年   | 《你好，我是誰？》                 | 余秀瑾           |
| 大愛電視台 | 2025年   | 《臥龍好歲月》                     |                  |
| 三立台灣台 | 2001年   | 《台灣阿誠》                       | 艾咪             |
| 三立台灣台 | 2011年   | 《牽手》                           | 鄭淑芸           |
| 三立台灣台 | 2012年   | 《天下女人心》                     | 何淑敏           |
| 三立台灣台 | 2013年   | 《世間情》                         | 林靜華           |
| 三立台灣台 | 2015年   | 《親家》                           | 宋秋霞           |
| 三立台灣台 | 2016年   | 《甘味人生》                       | 陸玉瑤           |
| 三立台灣台 | 2019年   | 《炮仔聲》                         | 陳月霞           |
| 三立台灣台 | 2020年   | 《天之驕女》                       | 林惠珠           |
| 三立都會台 | 2014年   | 《22K夢想高飛》                    | 元若汶           |
| 三立都會台 | 2016年   | 《狼王子》                         | 許夫人           |
| 三立都會台 | 2017年   | 《極品絕配》                       | 龔美莉           |
| myVideo    | 2020年   | 《記憶浮島》                       | 芬姐             |

## 電影
| 上映   | 片名                  | 飾演 | 導演   |
| 1991年 | 絕地勇士              | 唐密 | 押井守 |
| 2000年 | 報告班長6：報告總司令 |      | 金鰲勳 |

## 主持作品

### 電視節目
- 華視《金曲龍虎榜》
- 超級太陽台《下海樂透》

## 廣告
- 花王洗髮精
- 飛柔洗髮精
- 東元小鮮綠冰箱
- 義美喜餅
- 光陽機車
- HITO洗面乳
- 掬水軒食品

## 出版作品

### 寫真集
- 1995年《我不是我》